# Chlamydia trachomatis
Chlamydia trachomatis (лат.) — вид хламидий, представляют собой неподвижные, кокковидные, грамотрицательные облигатные внутриклеточные микроорганизмы. Хламидийная инфекция поражает главным образом мочеполовую систему. В настоящее время урогенитальный хламидиоз является самой распространённой (до 60 %) причиной негонококковых уретритов. Длительное время скрыто существуя, при неблагоприятных условиях (воздействие антибиотиков, перегревание, переохлаждение, простуда) хламидии способны трансформироваться в так называемые L-формы — как бы «впадают в спячку». Данный феномен способствует длительному внутриклеточному паразитированию без конфликтов с иммунной системой хозяина. При делении клеток организма спящие хламидии передаются дочерним клеткам. Только в период иммуносупрессии (подавления защитных сил) возможно активное размножение и так называемая реверсия (пробуждение) хламидий из L-форм.
У Chlamydia trachomatis разделяют следующие антигенные серотипы:
- A,B,Ba,C — вызывают трахому;
- D,E,F,G,H,I.J,K — вызывают конъюнктивит и урогенитальные инфекции;
- L1,L2,L3 — вызывают венерическую лимфогранулему.